# Lophopetalum rigidum
Lophopetalum rigidum är en benvedsväxtart som beskrevs av Henry Nicholas Ridley. Lophopetalum rigidum ingår i släktet Lophopetalum och familjen Celastraceae. Inga underarter finns listade.